# Solveig Mørk Hansen
Solveig Mørk Hansen (née le 23 juin 1995) est un mannequin international. Elle est l'une des modèles danoises les plus utilisées en bikini et en maillot de bain[C'est-à-dire ?] . Elle a vécu à New York de 2014 jusqu'à ce qu'elle déménage à Londres en 2017.

## Enfance
Solveig Mørk Hansen est née le 23 juin 1995 et a grandi à Give près de Vejle dans une ferme où ses parents Erik et Ann Mørk Hansen élevaient des chevaux Déjà enfant, elle savait qu'elle voulait devenir mannequin et a commencé par défiler avec sa sœur Pernille chez elle, dans le salon de leur grand-mère.

## Carrière
Elle a commencé sa carrière à l'âge de 14 ans, lorsqu'elle a été découverte par Jacqueline Friis Mikkelsen chez l'agence de mannequins Unique Models à Aarhus, après que sa famille l'a emmenée à un casting. En 2015, elle était en lice pour devenir Débutante de l'Année dans le magazine Sports Illustrated, mais a dû se voir battue par Kelly Rohrbach.

## Vie privée
Elle s'est souvent décrite comme une geek, aimant aller à l'école et lire des livres. Elle est, entre autres, une grande fan du Seigneur des Anneaux et d'Harry Potter.